# Abuta grandifolia
Abuta grandifolia är en tvåhjärtbladig växtart som först beskrevs av C. Martius, och fick sitt nu gällande namn av Noel Yvri Sandwith. Abuta grandifolia ingår i släktet Abuta och familjen Menispermaceae. Inga underarter finns listade i Catalogue of Life.